# 洛東江駅
洛東江駅（ナクトンガンえき）は、大韓民国慶尚南道密陽市三浪津邑三浪里にある韓国鉄道公社（KORAIL）の駅である。
2010年に旅客営業を中止し、現在は慶全線と美田線の分岐点として機能している。

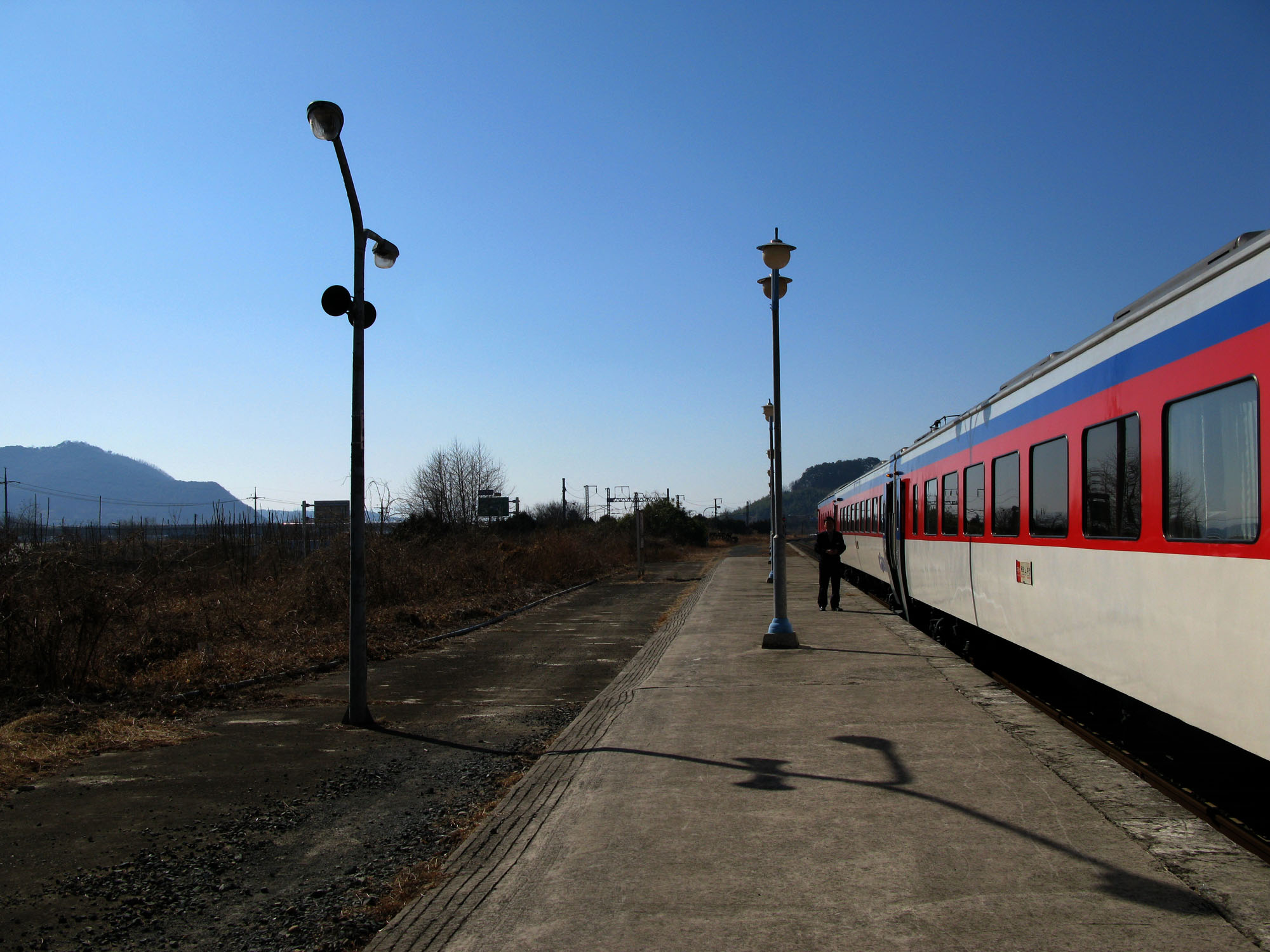
光州松汀方面ホーム

## 利用可能な路線
韓国鉄道公社
慶全線
美田線

## 駅周辺
- 洛東江

## 歴史
- 1906年12月12日：普通駅として開業。
- 1908年4月1日：正式に旅客営業開始[1]。
- 1962年12月20日：現位置に移転・貨物扱い中止・洛東江鉄橋竣工。
- 1997年6月1日：配置簡易駅に降格。
- 2003年：美田線を複線化し、ホーム全面改善補修工事。
- 2004年12月10日：無配置簡易駅に降格。
- 2009年6月：名誉駅長配置。
- 2010年1月5日：旅客取り扱い中断。
- 2010年11月12日：駅舎を撤去。

## 隣の駅
韓国鉄道公社
慶全線
三浪津駅 - 洛東江駅 - 翰林亭駅
美田線
（美田信号所） - 洛東江駅